# 喬蓋托·喬治亞羅
喬蓋托·喬治亞羅 （義大利語：Giorgetto Giugiaro，1938年8月7日—）是一位意大利汽车设计师。2002年入选汽车名人堂。除了汽车，喬蓋托·喬治亞羅还为尼康设计過相机机身。

## 设计

### 汽车
- 阿尔法·罗密欧
  - 2000（英语：Alfa Romeo 2000）（1960年）
  - 2600（英语：Alfa Romeo 2600）（1963年）
  - 105/115系轿跑（英语：Alfa Romeo 105/115 Series Coupés）（1963年）
  - 袋鼠（英语：Alfa Romeo Canguro）概念车（2003年）
  - Giulietta Sprint Speciale（英语：Alfa Romeo Giulietta Sprint Speciale）概念车（1965年）
  - 1750 Berlina（英语：Alfa Romeo 1750 Berlina）概念车（1968年）
  - Iguana（英语：Alfa Romeo Iguana）概念超级跑车（1968年）
  - Caimano（英语：Alfa Romeo Caimano）概念车（1971年）
  - Alfasud（英语：Alfa Romeo Alfasud）（1972年）
  - Alfetta（英语：Alfa Romeo Alfetta）（1974年）
  - Sprint（英语：Alfa Romeo Sprint）（1976年）
  - Brera（英语：Alfa Romeo Brera and Spider）（2002年）
  - 156（英语：Alfa Romeo 156）（2003年）
  - 维斯孔蒂（英语：Alfa Romeo Visconti）概念轿车（2004年）
  - 159（英语：Alfa Romeo 159）（2004年）
- 阿斯顿·马丁
  - DB4 GT Jet（英语：阿斯顿·马丁DB4 GT Jet）（1961年）
  - DB7（英语：阿斯顿·马丁DB7）Twenty Twenty 概念车（2001年）
- 奥迪
  - 80（英语：Audi 80）（1978年）
  - 轿跑（英语：Audi Coupé）
- 宝马
  - 3200 CS（英语：BMW 3200 CS）（1961年）
  - M1（1977年）
  - 宝马Nazca C2（英语：BMW Nazca C2）（2008年）
- 布加迪
  - EB 112（英语：Bugatti EB 112）（1993年）
  - EB 118（英语：Bugatti EB 118）（1998年）
  - EB 218（英语：Bugatti EB 218）（1963年）
  - 别克Electra（英语：Buick Electra）（1989年-1990年）
  - 凯迪拉克Sixty Special（英语：Cadillac Sixty Special）（1989年-1993年）

雪佛兰乌龟概念车
- 大宇集团
  - Lanos（英语：Daewoo Lanos）（1996年）
  - Leganza（英语：Daewoo Leganza）（1997年）
  - Magnus（2000和2003年）
  - Kalos（英语：Chevrolet Aveo (T200)）掀背车（2002年）
  - Lacetti（英语：Daewoo Lacetti）掀背车（2004）
- De Tomaso（英语：De Tomaso）
  - De Tomaso Mangusta（英语：Mangusta）（1966）
- 德罗宁DMC-12（1981年）
- 兰博基尼
  - Marco Polo（英语：Lamborghini Marco Polo）概念车（1982年）
  - Calà（英语：Lamborghini Calà）概念超级跑车（1995年）
- 蓝旗亚
  - Megagamma（英语：Lancia Megagamma）概念多功能休旅车（1978年）
  - 雷克萨斯GS（1993年）
- 莲花汽车
  - Esprit（英语：Lotus Esprit）（1976年）
  - Etna（英语：Lotus Etna）概念超级跑车（1984年）
- 玛莎拉蒂
  - 5000 GT（英语：Maserati 5000 GT）（1961年）
  - 西洛可（英语：Maserati Ghibli）（1966年）
  - 布拉（英语：Maserati Bora）（1971年）
  - Boomerang（英语：Maserati Boomerang）概念超级跑车（1971年）
  - 天璇（英语：Maserati Merak）（1972年）
  - 美第奇（英语：Maserati Medici）概念车（1974年）
  - Quattroporte（1976年）
  - 3200 GT（英语：Maserati 3200 GT）（1998年）
  - 轿跑（英语：Maserati Coupé）(2002年)
- 马自达
  - Familia（英语：Mazda Familia）（1963年）
  - MS-9
- 大众汽车
  - Karmann Ghia（英语：Volkswagen Karmann Ghia）（1972年）
  - 帕萨特（1973年）
  - 尚酷（1974年）
  - 第一代高尔夫（1974年）
  - 捷达
  - W12（英语：Volkswagen W12）概念超级跑车（1997年）